# Discriminación positiva

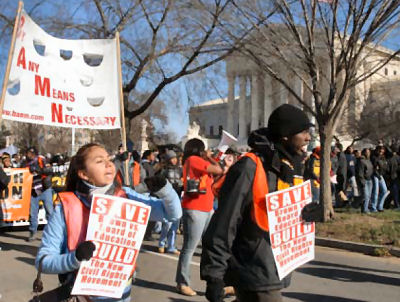
Marcha a favor de la acción afirmativa en Washington

La discriminación positiva, también llamada acción positiva o acción afirmativa, se refiere a un conjunto de políticas y prácticas dentro de un gobierno u organización que buscan aumentar la representación de determinados grupos en función de su género, sexualidad, credo o nacionalidad en ámbitos en los que están infrarrepresentados, como la educación y el empleo. Históricamente y, a nivel internacional, el apoyo a la discriminación positiva ha tratado de lograr objetivos como: la reducción de las desigualdades en el empleo y la remuneración, el aumento del acceso a la educación, la promoción de la diversidad, acciones correctivas para disminuir la brecha de género y la reparación de aparentes agravios, daños u obstáculos del pasado.

## Por países
La naturaleza de las políticas de discriminación positiva varía de una región a otra y existe en un espectro que va desde una cuota dura hasta el mero estímulo para aumentar la participación. Algunos países utilizan un sistema de cuotas, por el que un determinado porcentaje de los puestos de trabajo del gobierno, los cargos políticos y las vacantes en las escuelas deben reservarse para los miembros de un determinado grupo; un ejemplo de ello es el sistema de reserva en la India. En otras regiones en las que no se utilizan cuotas, los miembros de grupos minoritarios tienen preferencia o consideración especial en los procesos de selección. 

### Estados Unidos
Las políticas de discriminación positiva se remontan al período de la Reconstrucción (1863-1877) tras la Guerra Civil, sin embargo estos esfuerzos iniciales quedaron truncos por las leyes segregacionistas de Jim Crow.  En Estados Unidos, la discriminación positiva surge nuevamente a mediados del siglo XX debido al movimiento por los derechos civiles. Así, la discriminación positiva se crea por primera vez a partir de la Orden Ejecutiva 10925, que fue firmada por el presidente John F. Kennedy el 6 de marzo de 1961. Esta solicitaba que los empleados públicos del gobierno «no discriminaran a ningún empleado o solicitante de empleo por motivos de etnia, credo, color de piel u origen nacional». En el empleo y la educación ha sido objeto de controversia jurídica y política. En 2003, la Corte Suprema de Estados Unidos, en el caso Grutter v. Bollinger, sostuvo que la Facultad de Derecho de la Universidad de Míchigan podía considerar la etnicidad como un factor adicional al evaluar el ingreso de los solicitantes de forma global y mantuvo la prohibición del uso de cuotas. El citado fallo fue derogado en 2023 con la resolución Students for Fair Admissions v. Harvard.

### Reino Unido
En el Reino Unido, contratar a alguien simplemente por su condición de grupo protegido, sin tener en cuenta su rendimiento, es ilegal.  Sin embargo, la ley en el Reino Unido sí permite que se tenga en cuenta la pertenencia a un grupo protegido y desfavorecido en la contratación y promoción cuando el grupo está infrarrepresentado en un área determinada y si los candidatos tienen los mismos méritos. La lógica de control es que la persona no debe ser elegida simplemente por su pertenencia a un grupo, sino que las autoridades competentes pueden utilizar la condición de grupo desfavorecido como "criterio de desempate" entre dos candidatos con los mismos méritos. Esto es funcionalmente lo mismo que la práctica conocida como acción afirmativa en Estados Unidos.
Sin embargo, un enfoque alternativo común en el Reino Unido se describe como "acción positiva". Con este enfoque, la atención suele centrarse en garantizar la igualdad de oportunidades y, por ejemplo, en realizar campañas publicitarias específicas para animar a los candidatos de minorías étnicas a ingresar en el cuerpo de policía. Esto se describe a menudo como "ciego al color", aunque la viabilidad social de ese concepto es muy discutida en Estados Unidos.

### España
En el caso de España, en el año 2007 se aprobó la Ley Orgánica 3/2007 de 22 de marzo, para la Igualdad efectiva de mujeres y hombres, que ofrece una primera definición legal de las acciones positivas

Artículo 11. Acciones positivas

1. Con el fin de hacer efectivo el derecho constitucional de la igualdad, los Poderes Públicos adoptarán medidas específicas en favor de las mujeres para corregir situaciones patentes de desigualdad de hecho respecto de los hombres. Tales medidas, que serán aplicables en tanto subsistan dichas situaciones, habrán de ser razonables y proporcionadas en relación con el objetivo perseguido en cada caso.

2. También las personas físicas y jurídicas privadas podrán adoptar este tipo de medidas en los términos establecidos en la presente Ley.

La Ley 15/2022, de 12 de julio, integral para la igualdad de trato y la no discriminación, aprobada en el año 2022, también establece una definición legal para las acciones positivas:

7. Medidas de acción positiva.

Se consideran acciones positivas las diferencias de trato orientadas a prevenir, eliminar y, en su caso, compensar cualquier forma de discriminación o desventaja en su dimensión colectiva o social. Tales medidas serán aplicables en tanto subsistan las situaciones de discriminación o las desventajas que las justifican y habrán de ser razonables y proporcionadas en relación con los medios para su desarrollo y los objetivos que persigan.

### Argentina
En Argentina existen leyes de discriminación positiva, como el decreto 721/2020, llamado Cupo Laboral Travesti Trans en el Sector Público Nacional a nivel nacional, que garantiza un mínimo del 1% de la totalidad de cargos y contratos para personas travestis, transexuales, transgénero y no binarias desde el año 2020. En la provincia de Buenos Aires hay una ley similar, llamada Ley Diana Sacayán en honor a la activista travesti Diana Sacayán, que establece para la administración pública de la provincia de Buenos Aires la obligatoriedad de ocupar en una proporción no inferior al 1% de su personal a personas travestis, transexuales y transgénero.

### México
En México, el término de acción afirmativa se ha posicionado en el marco de la paridad, con énfasis en los derechos políticos y electorales de las mujeres, siendo reconocidos como una medida compensatoria que, en su aplicación observan las características de ser: temporales, proporcionales, razonables y objetivas. Su implementación contribuye a revertir la desigualdad histórica y erradicar las prácticas discriminatorias en la participación política de las mujeres.
Teniendo como antecedente las prácticas de simulación, que afectaban a las mujeres candidatas o electas; en razón de procesos electorales, la federación tuvo un avance legislativo con la reforma político electoral del 2014, originándose con ello una armonización legislativa en los Congresos locales llamada “Paridad en Todo”. Así en México, la paridad de género abona a la democracia, siendo un principio constitucional que se refiere a una participación y representación equilibrada de mujeres y hombres en la vida pública del país.
En consecuencia, en Morelos el órgano político local electoral, denominado Instituto Morelense de Procesos Electorales y Participación Ciudadana, adoptó acciones afirmativas de paridad, como un tema primordial en su agenda político electoral, reconociendo que con la paridad electoral, México avanza hacia la igualdad.Derivado de la implementación de la acción afirmativa emitida por este órgano electoral mediante acuerdo IMPEAPC/CEE/005/2015 , se pudo observar mayor participación de las mujeres al ser postuladas a cargos de elección popular, en comparación con procesos electorales anteriores.
La acción afirmativa, se dictó considerando criterios para la aplicación de la paridad de género en la integración de las planillas de candidaturas a presidencias municipales y sindicaturas municipales, propietarios y suplentes respectivamente. 
La Sala Regional Ciudad de México al resolver los diversos juicios de revisión constitucional que fueron  promovidos por el Partido Acción Nacional, el Partido Socialdemócrata de Morelos y el Partido de la Revolución Democrática, con el objetivo de controvertir la sentencia del Tribunal Electoral del Estado de  Morelos que confirmó el acuerdo del Consejo Estatal Electoral del Instituto Morelense de Procesos Electorales y Participación Ciudadana, relacionado al criterio para la aplicación de la paridad, determinó la obligación de aplicar el principio de paridad de forma vertical y horizontal respectivamente incluyendo la presidencia y sindicatura, respecto al total de candidaturas postulados en la entidad, señalando la medida como adecuada, proporcional y tendente a la igualdad de oportunidades en el acceso y ejercicio a los cargos que componían en ese momento los ayuntamientos de esa entidad federativa, quedando fija la exigencia de la postulación de mujeres y hombres de manera paritaria.
Como consecuencia de las impugnaciones, la Sala Superior del Tribunal Electoral del Poder Judicial de la Federación, el órgano de justicia electoral, fijó el criterio aprobando las Jurisprudencias 6/2015 y 7/2015.   El proyecto aprobado por el Pleno fue elaborado por la Ponencia del magistrado Constancio Carrasco Daza, el cual confirmó la sentencia que en su momento emitió la Sala Regional Ciudad de México, al determinar que en materia de paridad, deben observarse los criterios de verticalidad y horizontalidad al momento de integrar las listas, en aras de que mujeres y hombres formen parte en igual proporción de las mismas. Al respaldar el criterio jurisprudencial, la magistrada María del Carmen Alanís Figueroa señaló que la paridad constituye una de las garantías para la protección y el ejercicio de los derechos políticos de las mujeres.
Las acciones afirmativas de paridad implementadas por el Instituto Morelense de Procesos Electorales y Participación Ciudadana, tuvieron como efecto la obligatoriedad de cumplir con la paridad horizontal y vertical en la postulación de las candidaturas a los cargos de elección popular de los ayuntamientos, de manera paritaria. Así, de acuerdo a la Organización de las Naciones Unidas con la reforma constitucional, México se suma a las Naciones que buscan acelerar el ritmo para la igualdad sustantiva, y por tanto las acciones afirmativas generadas por el Instituto Morelense de Procesos Electorales y Participación Ciudadana fueron encaminadas a que la igualdad de resultados y no sólo formal entre hombres y mujeres se haga realidad, tratándose de un avance en el ejercicio de la ciudadanía que implica un avance en el ejercicio de los derechos humanos.